# La Sauvagère
La Sauvagère is een plaats en voormalige gemeente in het Franse departement Orne (regio Normandië) en telt 911 inwoners (2004). De plaats maakt deel uit van het arrondissement Argentan. Op 1 januari 2016 fuseerde La Sauvagère met de gemeente Saint-Maurice-du-Désert tot de gemeente Les Monts d'Andaine. 

## Geografie
De oppervlakte van La Sauvagère bedraagt 26,7 km², de bevolkingsdichtheid is 34,1 inwoners per km².
De onderstaande kaart toont de ligging van La Sauvagère met de belangrijkste infrastructuur en aangrenzende gemeenten.

## Demografie
Onderstaande figuur toont het verloop van het inwonertal (bron: INSEE-tellingen).